# ان‌جی‌سی ۳۳۳
ان‌جی‌سی ۳۳۳ (انگلیسی: NGC 333) نام یک کهکشان عدسی در صورت فلکی نهنگ است.